# Carrer Major de Remolins
El carrer Major de Remolins és un carrer de Tortosa (Baix Ebre) inclòs a l'Inventari del Patrimoni Arquitectònic de Catalunya.

## Descripció
És l'eix del barri de Remolins, que comunica el barranc del Célio amb la plaça de la Immaculada, si bé actualment continua a l'altra banda del barranc, en un sector de recent urbanització, amb el nom de Portal de Remolins.

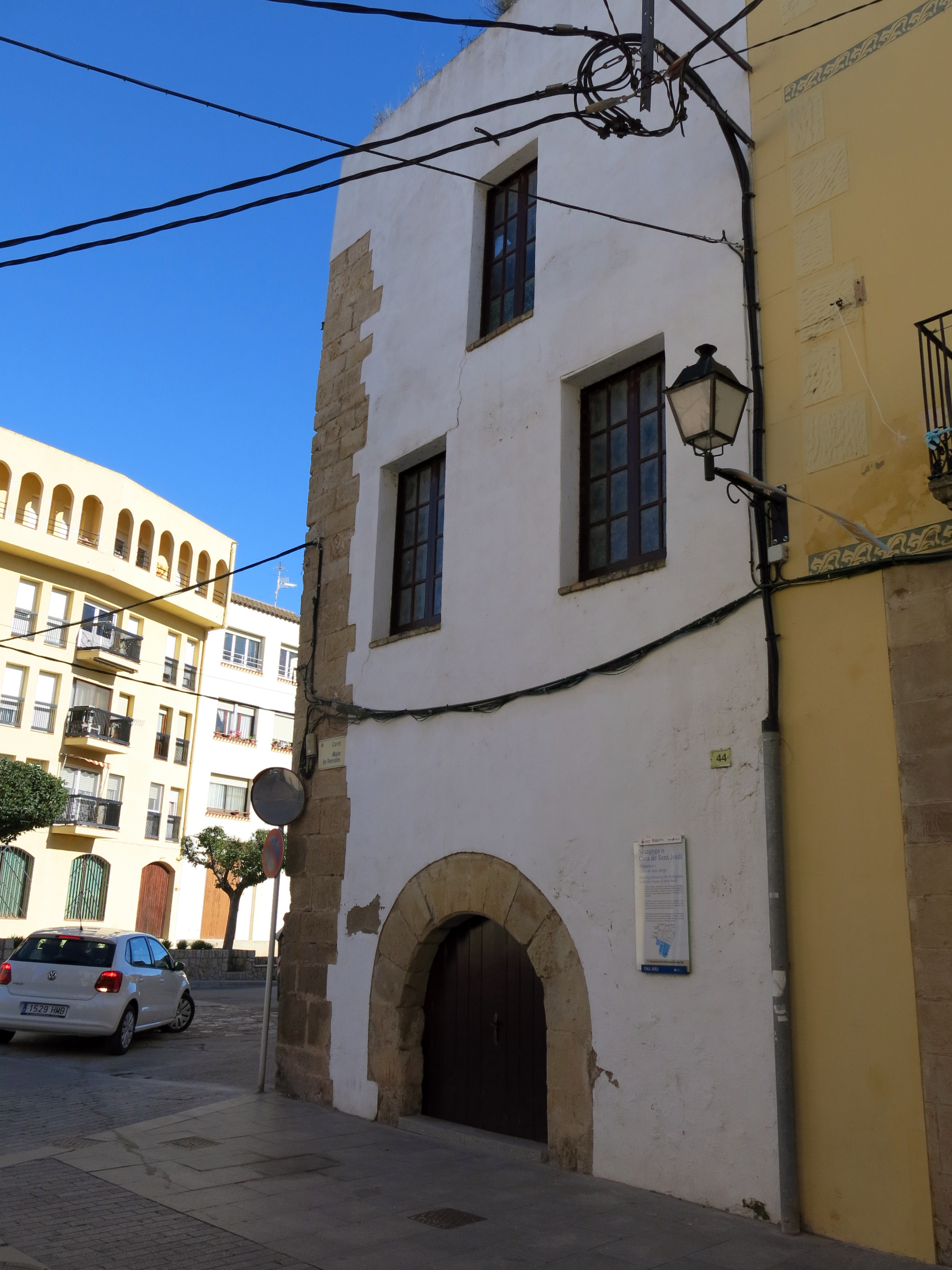
La casa coneguda com l'Antiga Sinagoga, al capdamunt del carrer, vora l'antic portal de Vimpeçol

El seu traçat és irregular, amb sectors de diferent amplada, sempre més gran que la dels altres carrers del barri. En general el componen habitatges de dos o tres pisos, amb golfes o sense, amb façanes que oscil·len entre els 3 m i els 8 m d'amplària. S'obren al carrer amb balcons o finestres, els primers generalment al pis principal, i el tipus més freqüent d'obertura és de llinda. Els arrebossats són força senzills i en destaquen, a part del del número 42, els dels números 23, 31 i 32, de començament del segle XX però molt malmesos. L'habitatge número 31 és plurifamiliar, en contra de la tendència general de tot el barri. En general es troben en millor estat de conservació els habitatges propers a la plaça de la Immaculada, que generalment tenen les façanes i els interiors arreglats modernament, malgrat mantenir l'estructura original. El carrer conserva l'empedrat, possiblement fet a la segona meitat del segle xix.

## Història
Tradicionalment aquest carrer ha estat l'eix al voltant del qual s'ha distribuït el barri de Remolins, antic sector jueu de la ciutat. A l'extrem nord el tallava el portal de Vimpeçol, una de les sortides importants de Tortosa des del segle xii, i al sud el de l'Assoc. Constituïa la prolongació medieval del cardo romà i, segons indiquen les restes arqueològiques, devia estar flanquejat per monuments funeraris. Els portals foren enderrocats a les acaballes del segle xix i actualment les úniques restes medievals que conserva el carrer, a més del traçat urbanístic, es troben a l'edificació del número 44, on s'emplaçava el que tradicionalment s'ha considerat l'antiga sinagoga jueva, que actualment es considera que més aviat estava situada al carrer de Jerusalem.
La resta de les construccions pertany a la renovació del final de segle xix i començament del segle xx.

## Galeria d'imatges

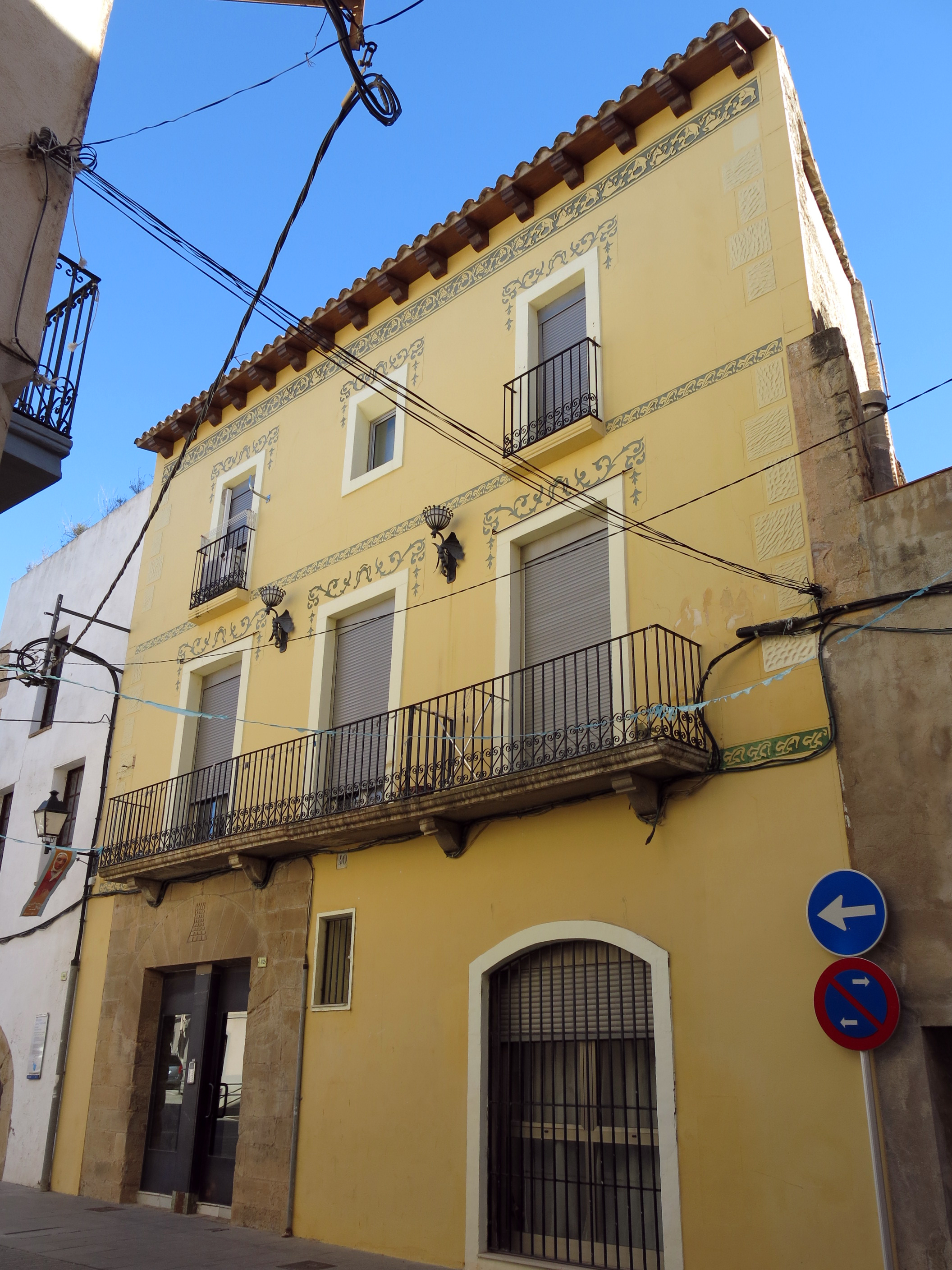
La casa del número 42, una de les més destacades del carrer
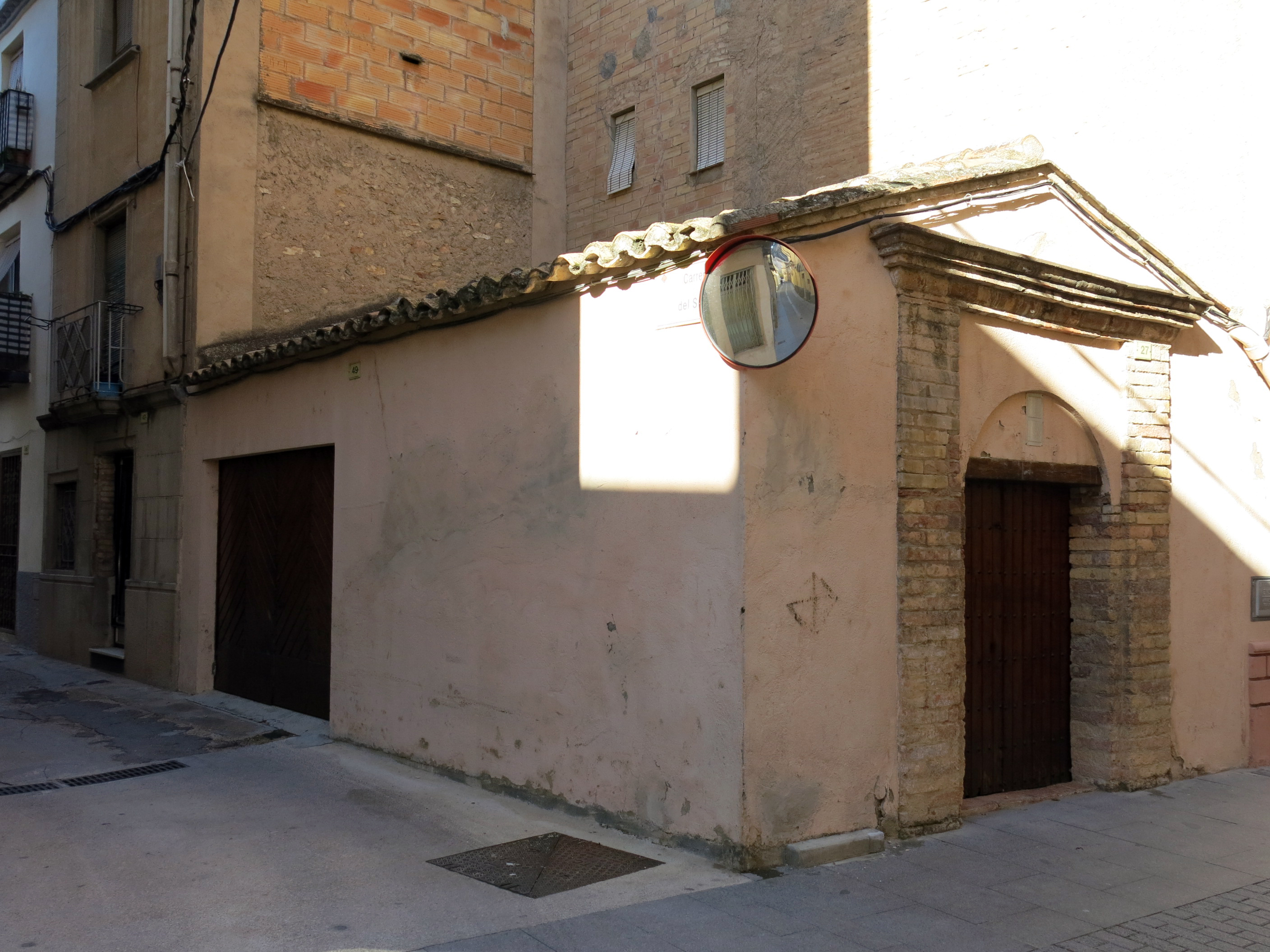
Antiga capella de Santa Rosa, a la cantonada amb el carrer del Sol
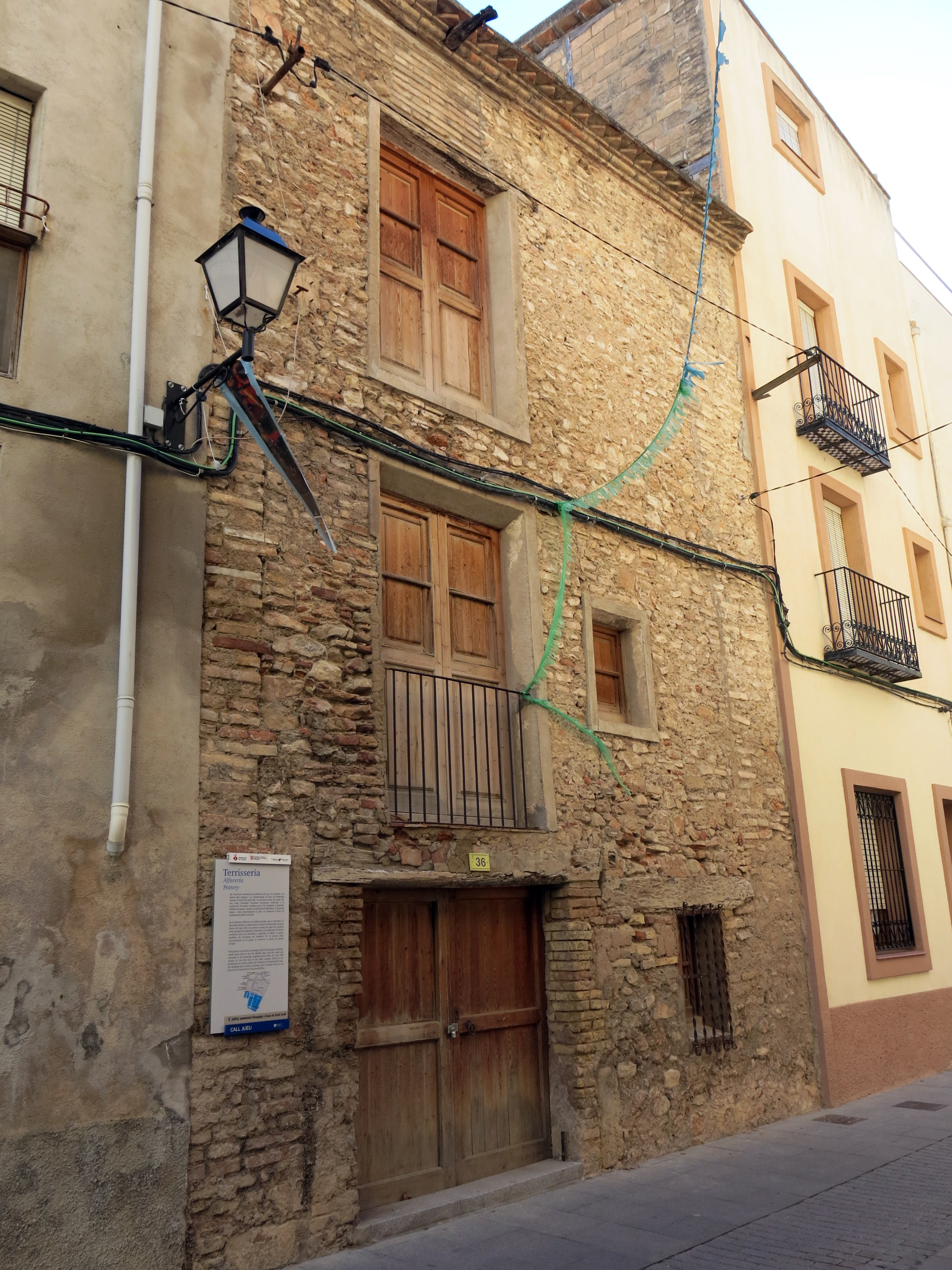
La terrisseria, al número 36 del carrer
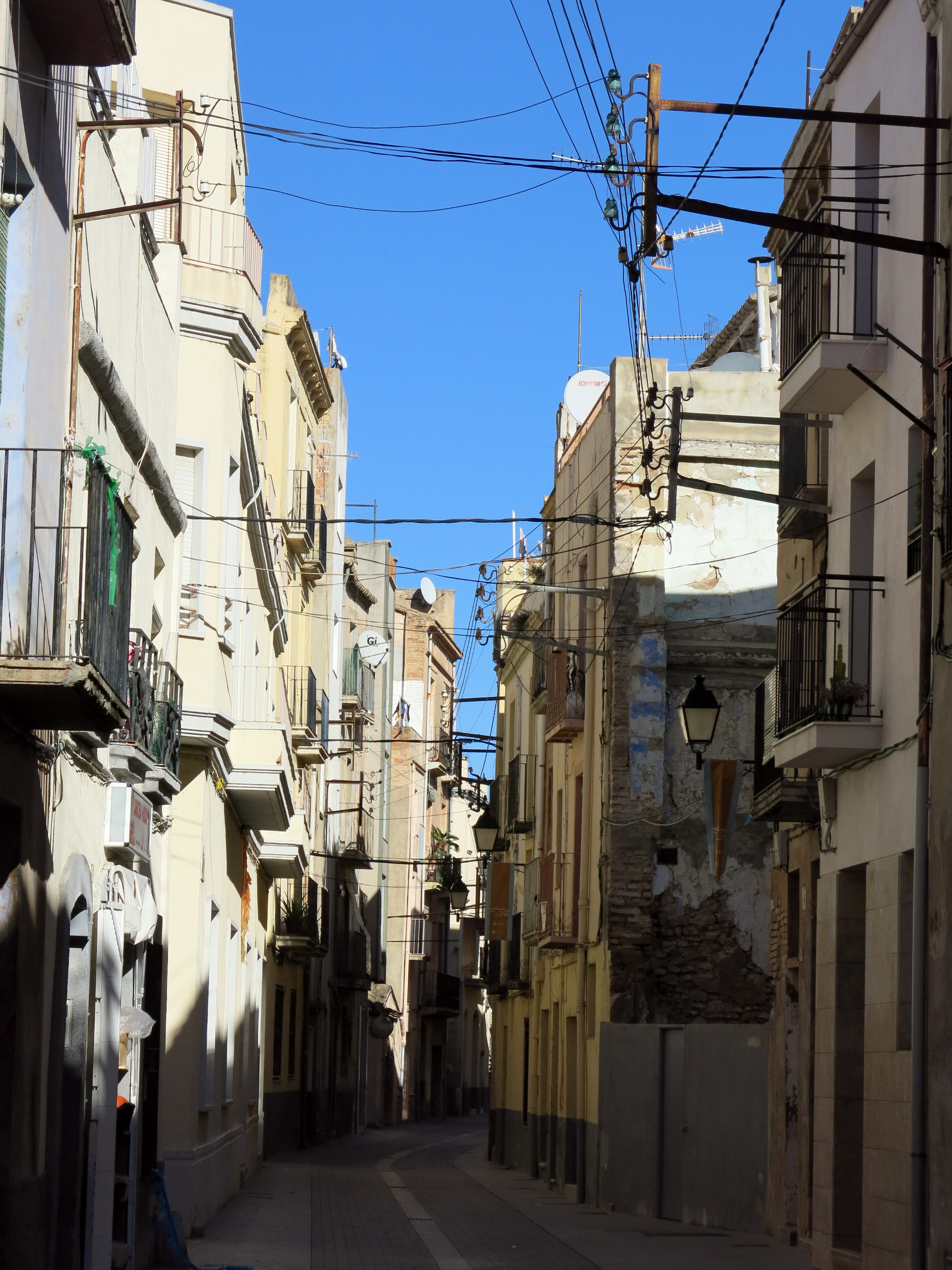
Un altre aspecte del carrer
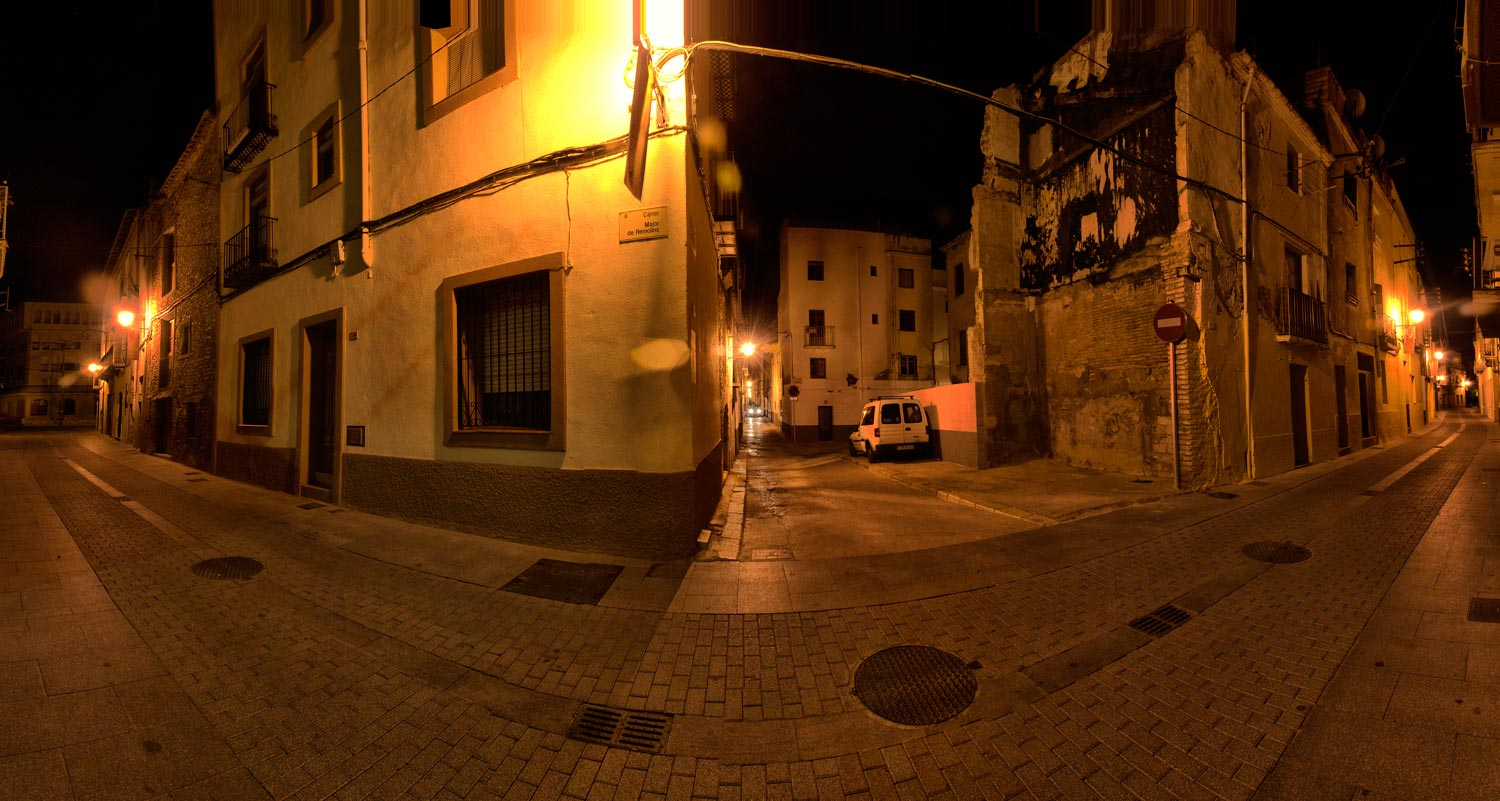
Vista nocturna del carrer Major, a la confluència amb el carrer de Vilanova